# Gradec (ort i Kroatien, Zagrebs län)
Gradec är en ort i Kroatien.   Den ligger i länet Zagrebs län, i den nordöstra delen av landet, 40 km öster om huvudstaden Zagreb. Gradec ligger 114 meter över havet och antalet invånare är 490.
Terrängen runt Gradec är platt. Runt Gradec är det ganska glesbefolkat, med 48 invånare per kvadratkilometer. Närmaste större samhälle är Sveti Ivan Zelina, 18,9 km väster om Gradec. Omgivningarna runt Gradec är en mosaik av jordbruksmark och naturlig växtlighet.